# Serbia Broadband
Serbia Broadband (SBB) – serbskie przedsiębiorstwo telekomunikacyjne z siedzibą w Belgradzie. Stanowi część United Group.
W jego ofercie znajdują się usługi telewizji kablowej, telefonii stacjonarnej oraz dostęp do szerokopasmowego internetu.